# На мужа Лесбии
«На мужа Лесбии» — условное название стихотворения римского поэта Гая Валерия Катулла, включённого в состав посмертного сборника («Книги Катулла Веронского») под номером 83. В стихотворении рассказывается, что муж Лесбии радуется, когда она в его присутствии ругает Катулла. Автор считает это явной глупостью: если Лесбия так отзывается о нём — значит, по-прежнему любит.
Если Лесбией Катулл называет Клодию, то героем стихотворения может быть муж Клодии Квинт Цецилий Метелл Целер. В этом случае стихотворение написано до 59 года до н. э. (это дата смерти Целера). Впрочем, перевод «муж» здесь неточный: слово vir в оригинале может означать и постоянного любовника.